# Соната для фортепіано № 1 (Прокоф'єв)
Соната для фортепіано №1 С. Прокоф'єва  фа мінор, op.1 написана в 1907–1909 роках. Вперше виконана 6 березня 1910 року автором у Москві. Складається з однієї частини — Allegro.